# Wayuunaiki

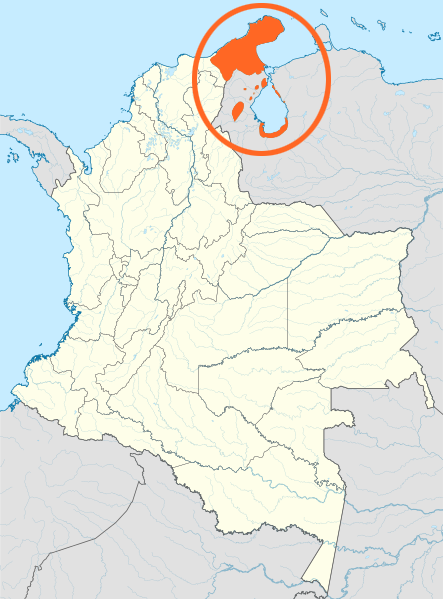
Sprachgebiet des Wayuunaiki

Wayuunaiki (Eigenbezeichnung, „Wayuu-Sprache“) oder Wayuu ist die Sprache der Wayuu (Guajiro) auf der Guajira-Halbinsel und wird in Kolumbien und Venezuela gesprochen. Sie gehört zu den Arawak-Sprachen und ist mit mehreren hunderttausend Sprechern eine der am meisten gesprochenen indigenen Sprachen Südamerikas. Es ist eine agglutinierende Sprache.

## Verbreitung und Anzahl der Sprecher
Sowohl in Kolumbien als auch in Venezuela ist das Wayuunaiki jeweils die meistgesprochene indigene Sprache. Die Daten über die Anzahl der Sprecher sind widersprüchlich. In einem Bericht der Vereinten Nationen von 2019 wird die Sprecherzahl mit 600.000 angegeben. Dennoch wird die Sprache als gefährdet eingestuft, wozu unter anderem der bewaffnete Konflikt in Kolumbien und die damit verbundene Vertreibung der indigenen Wayuu beiträgt. Mily Crevels nennt für das Jahr 2001 in Venezuela 293.777 Sprecher und in Kolumbien 149.827 Sprecher aus jeweils gleich großen ethnischen Gruppen, was zusammen 443.604 Sprecher ergibt. Laut Omniglot gab es im Jahre 2007 etwa 320.000 Sprecher des Wayuu: etwa 200.000 in Venezuela und 120.000 in Kolumbien. Das Projekt Endangered Languages (Bedrohte Sprachen) nennt unter Berufung auf Mily Crevels (2007) 312.730 Sprecher des Wayuu, davon 144.000 in Kolumbien und 168.730 in Venezuela. Ethnologue von SIL International nennt für das Jahr 2008 insgesamt 416.000 Sprecher, davon in Kolumbien 122.000 aus einer dortigen ethnischen Bevölkerung von 150.000 Wayuu.

## Einordnung
Wayuu gehört innerhalb der Sprachfamilie der Arawak-Sprachen zu den Maipurischen Sprachen und hier zu den Nord-Maipurischen Sprachen, die nördlich des Amazonas gesprochen werden. Mit der nur noch von wenigen tausend Menschen gesprochenen Sprache der Arawak (Lokono) an der Atlantikküste von Suriname, Guyana und dem östlichen Venezuela, der moribunden Sprache der Paraujano (Añu) im westlichen Venezuela und der ausgestorbenen Sprache der Taíno auf den Großen Antillen gehört es zur „Karibischen Gruppe I“. Laut Willem Adelaar steht es dem Taíno am nächsten, da es zum Arawak (Lokono) und Paraujano mehr phonetische Unterschiede aufweist.
Hierauf weisen etwa folgende aus dem Taíno stammende Lehnwörter im Spanischen hin:
(Spanisch) ají < *aší / (Wayuunaiki) haši / (Arawak/Lokono) hači < *hátʰi 'Chili (Peperoni)'
(Spanisch) aje < *áše / (Wayuunaiki) háiši / (Arawak/Lokono) haliči < *hálitʰi 'Süßkartoffel'

## Lautsystem (Phonologie)

### Vokale
Das Wayuunaiki hat sechs Vokale, die jeweils kurz oder lang sein können:
|             | Vorder | Zentral | Hinter |
| ----------- | ------ | ------- | ------ |
| Geschlossen | i      | ɨ       | u      |
| Mittel      | e      |         | o      |
| Offen       |        | a       |        |

Der ungerundete geschlossene Zentralvokal ɨ wird ü geschrieben. Sind die Vokale lange, werden sie doppelt geschrieben: aa, ee, ii, üü, oo, uu.

### Konsonanten
|                  | Labial | Alveolar | Palatal | Velar | Glottal |
| Plosive          | p      | t        | c       | k     | ʔ       |
| Nasale           | m      | n        | ɲ       |       |         |
| Frikative        |        | s        | ʃ       |       | h       |
| Flaps, Vibranten |        | ɽ, r     |         |       |         |
| Approximanten    | w      |          | j       |       |         |

Der stimmhafte retroflexe Flap wird „l“ geschrieben, der stimmhafte alveolare Vibrant „r“.
Die Plosive (p, t, k) und Nasale (m, n) können lang sein und werden dann doppelt geschrieben (pp, tt, kk, mm, nn).
Der Wortakzent liegt in der Regel auf der zweiten Silbe eines Wortes. Beginnt ein Wort dagegen mit einem langen Vokal (VV) oder einem Konsonanten mit nachfolgendem langen Vokal (CVV) oder einer geschlossenen Silbe (CVC), so fällt der Wortakzent auf den ersten Vokal des Wortes. Weicht in einem Wort der Akzent hiervon ab, so wird dies mit einem Akzentzeichen (Akut) angezeigt.
Vokale können nasalisiert werden, ohne dass dies die Wortbedeutung beeinflusst. Dies tritt bei Vokalen neben Nasalen auf oder emphatisch in einigen Wörtern wie ââ „ja“, mâ'î „sehr“ oder êêjû „Geruch“.

## Wayuunaiki-Literatur
Wayuunaiki ist bis heute eine fast in Gänze mündlich überlieferte Sprache und lebt von der oralen Tradition. Drei Wayuu-Dichter, die auch durch eigene Gedichte auf Wayuunaiki Bekanntheit erlangt haben, sind Ramón Paz Ipuana (1937–1992) und Miguel Ángel Jusayú (1933–2009), beide aus Venezuela, sowie Miguelángel López Hernandez (* 1965), Künstlername Vito Apüshana, aus Kolumbien. Estercilia Simanca Pushaina und Vicenta María Siosi Pino sind ebenfalls Wayuu aus Kolumbien, schreiben ihre Prosa aber auf Spanisch.
2002 und in 2. Auflage 2010 veröffentlichten die Wycliffe-Übersetzer eine Übersetzung des Neuen Testaments ins Wayuunaiki. 2022 ist von der kolumbianischen Bibelgesellschaft eine vollständige Bibelübersetzung geplant.

### Texte auf Wayuunaiki mit spanischer Übersetzung
- Jorge Enrique Pocaterra González (comp.): Naküjala wayuu. Relatos wayuu. Libro de lectura en wayuunaiki para la educación intercultural bilingüe. 2. Aufl. Mülo'usukalü Aluataalee, Sünain Ekirajaa, Akua'ipala, Jee Ahsaitia, Caracas [2001] 2003. 79 Seiten.
- Jorge Enrique Pocaterra González (comp.): Süchonyuu mmakaa. Los hijos de la tierra. 2. Aufl. Woumainpa'a wajiirü jee Marakaaya, Caracas 2003. 158 Seiten.
- Miguel Angel Jusayú: Takü'jala. Lo que he contado. Centro de Lenguas Indígenas, Universidad Católica Andrés Bello, Caracas 1989.

### Bibelübersetzung (Neues Testament)
- Tü nüchikimaajatkat Jesucristo. Wycliffe Bible Translators, Bible League International. 1. Aufl. Bible League, 2002. 2. Aufl. Wycliffe Bible Translators, 2010 (Download).

### Wörterbuch, Grammatik
- David M. Captain, Linda B. Captain: Diccionario básico ilustrado; Wayuunaiki–Español; Español–Wayuunaiki. SIL International, Editorial Buena Semilla, Bogotá 2005.
- José Álvarez: Compendio de la gramática de la lengua wayuu. 2007. Academia.edu.